# Neuravensburg

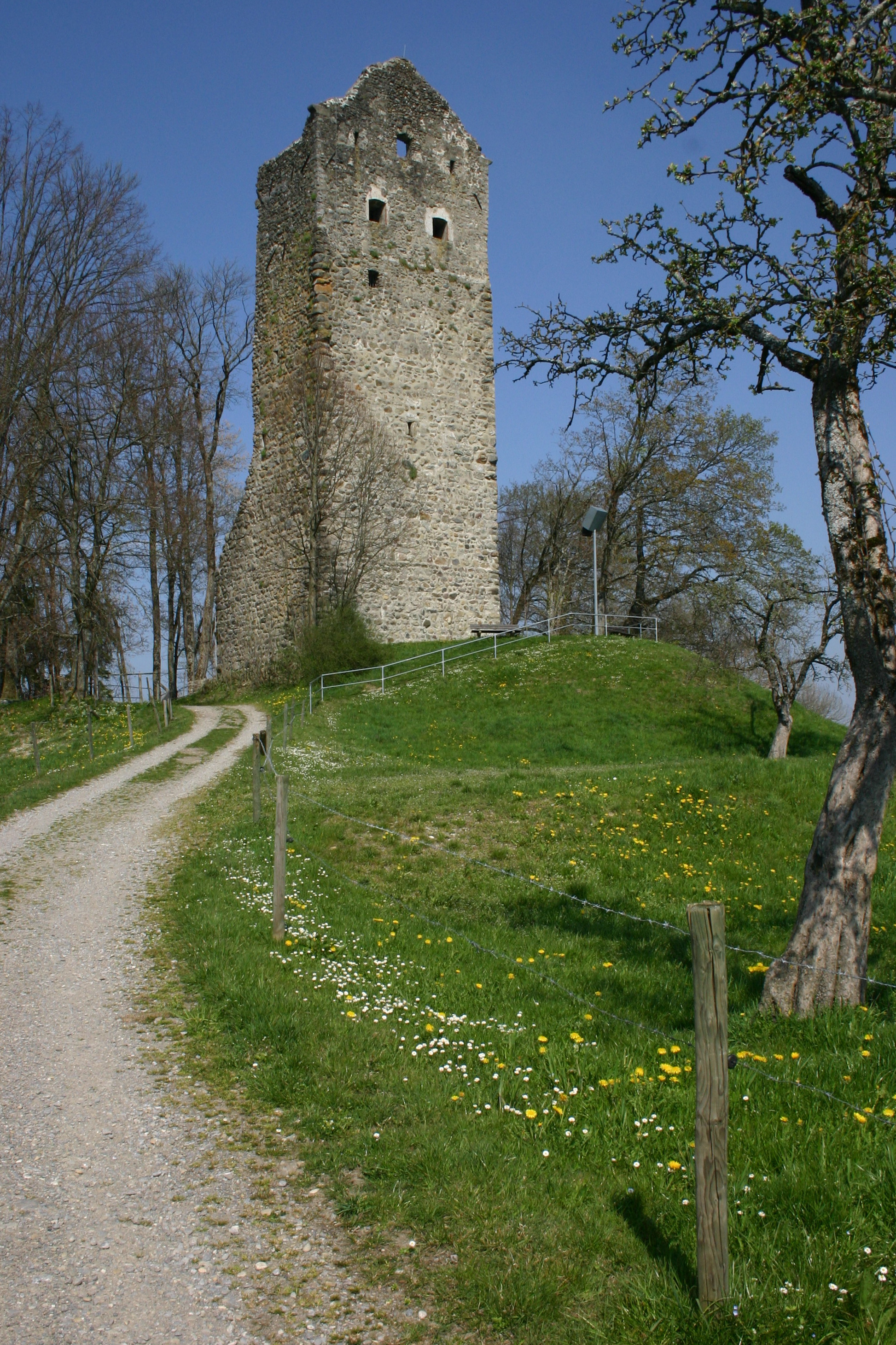
Burgruine Neuravensburg

Neuravensburg ist die einwohnerstärkste und südlichste der sechs Ortschaften der Großen Kreisstadt Wangen im Allgäu im Landkreis Ravensburg in Baden-Württemberg. Der Ort liegt etwa 10 km südwestlich des Hauptortes Wangen.

## Geographie
Zu Neuravensburg gehören folgende Orte und Wohnplätze:
- Neuravensburg, Dorf, mit dem Wohnplatz Hagmühle.

Namensgebender und Hauptort der Ortschaft. Neuravensburg liegt relativ zentral innerhalb der Ortschaft an der L320. Hier befindet sich unter anderem die Ortsverwaltung, die Turn- und Festhalle, die Grundschule sowie der Boeckeler Stadl, in dem die Freiwillige Feuerwehr und der Bauhof untergebracht sind. Westlich des Ortes befindet sich der Wohnplatz Hagmühle.
- Bettensweiler, Weiler, mit dem Wohnplatz Gugelis.

Bettensweiler befindet sich südlich im Ortschaftsgebiet. Wiederum südwestlich, unweit des Hüttenweiler Weihers, liegt der Wohnplatz Gugelis.
- Dabetsweiler, Weiler, mit den Wohnplätzen Altschmitte, Trollenhof, Hundriß, Schillerhalde, Loch und Fuchsbühl.

Dabetsweiler befindet sich eher südlich im Ortschaftsgebiet. Die sechs zugehörigen Wohnplätze liegen rund um den Weiler.
- Dametsweiler, leerstehender Hof.

Dametsweiler besteht heute nur noch aus einem leerstehenden Hof. Der abgelegenste Wohnplatz Neuravensburgs liegt unweit der Argen in deren Tal, nordwestlich des Hauptortes. Im Volksmund wird der Hof auch Geisterhof genannt.
- Degetsweiler, Weiler, mit dem Wohnplatz Rothen.

Degetsweiler liegt östlich von Neuravensburg.
- Engetsweiler, Weiler, mit den Wohnplätzen Irgenhaus und Kögelhof.

Engetsweiler liegt nahe Degetsweiler im Osten der Ortschaft. Hier befindet sich, abgelegen in einem Waldstück, die Marienkapelle.
- Föhlschmitten, Weiler, mit den Wohnplätzen Maierhalden und Wuhr.

Föhlschmitten liegt nördlich von Neuravensburg direkt an der Oberen Argen.
- Grub, Weiler, mit dem Wohnplatz Hinterberg.

Grub liegt nahe Föhlschmitten im Nordwesten des Ortschaftsgebiets. Der Wohnplatz Hinterberg liegt wiederum abgelegen hinter einem Waldstück nordöstlich von Grub.
- Hub, Weiler.
- Hüttenweiler, Weiler, mit den Wohnplätzen Halders, Metzgerhof und Schlachters.

Hüttenweiler ist der südlichste Ortsteil Neuravensburgs und somit auch der Stadt Wangen. In der Nähe liegt der Hüttenweiler Weiher.
- Kiesgrub, Weiler, mit dem Wohnplatz Ferdishof.
- Kocherbauer, Weiler.
- Mindbuch, Weiler, mit den Wohnplätzen Dittis, Argenhof, Friedhag und Gugelloch.

Mindbuch liegt nördlich im Ortschaftsgebiet auf einer Anhöhe des Argentals. Die Wohnplätze Dittis und Argenhof hingegen liegen nahe der Argen in deren Tal.
- Moos, Weiler, mit den Wohnplätzen Buckelhof und Loch.
- Reute, Weiler, mit dem Wohnplatz Bergler.
- Ried, Weiler, mit den Wohnplätzen Buhlmüller und Weißenhaus.
- Roggenzell, Pfarrdorf.

Roggenzell liegt südlich von Neuravensburg an der L320. Hier befindet sich die Pfarrkirche St. Gallus sowie die Alte Schule Roggenzell, in der mehrere Vereine untergebracht sind.

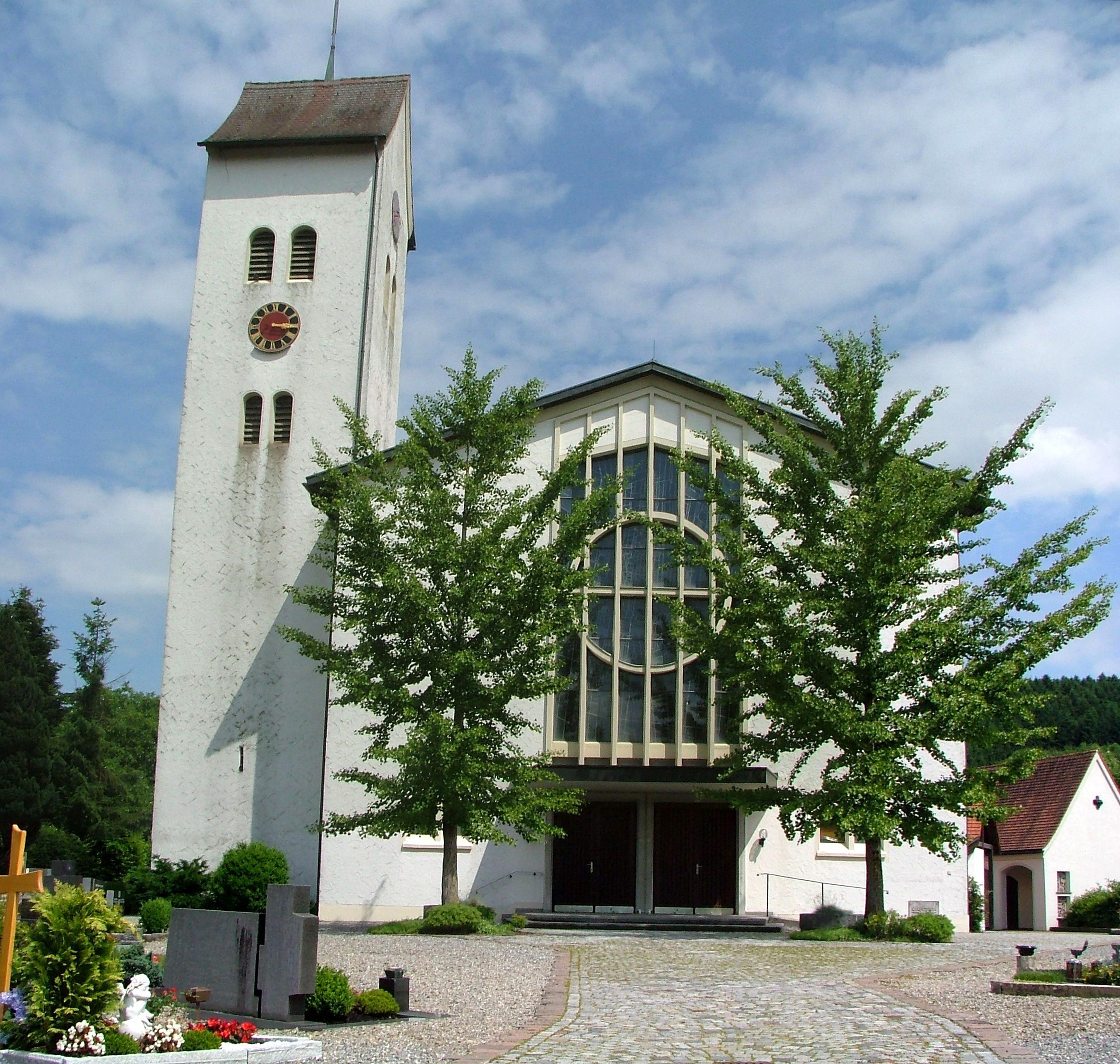
Pfarrkirche St. Felix und Regula in Schwarzenbach (2012)

- Schwarzenbach, Pfarrdorf, mit dem Wohnplatz Knolpers.

Schwarzenbach liegt nördlich von Neuravensburg. Im Laufe der Jahre sind die beiden Orte entlang der L320 zusammengewachsen. In Schwarzenbach befindet sich die 1959 errichtete Pfarrkirche St. Felix und Regula. Beim Bau wurden dieselben Holzbinder für die Dachkonstruktion verwendeten, die bei der Bad Reichenhaller Eissporthalle 2006 zum Einsturz führten. Starke Schneelasten hatten auch das Dach der Schwarzenbacher Kirche schwer beschädigt und die Kirche musste ab März 2020  daher für mehrere Monate geschlossen bleiben. Es wurde gegen einen Erhalt der Kirche entschieden, da auch Fundament und Wände nicht stabil seien. Die Kirche wurde Ende Februar 2025 profaniert. Im April begann der Abriss der Kirche. Im Herbst 2025 soll mit einem Neubau begonnen werden.
Unweit von dieser steht die Alte Schule Schwarzenbach, mittlerweile mit Dorfgemeinschaftshaus, deren Räumlichkeiten viele örtliche Vereine nutzen. Außerdem befindet sich in Schwarzenbach der örtliche Einkaufsmarkt.
- Strohdorf, Weiler.
- Untermooweiler, Weiler, mit den Wohnplätzen Füßinger, Schmalholz, Bachhofen und Tegernmoos.

Untermooweiler befindet sich im Nordosten des Ortschaftsgebiets. Hier befindet sich die Nikolauskapelle.
Die obere Argen durchfließt Neuravensburg aus der Richtung Niederwangen kommend bis zum Argenzusammenfluss, welcher zwischen Neuravensburg, Neukirch und Haslach unweit des Wohnplatzes Pflegelberg liegt. Die vereinigte Argen bildet ab hier die Grenze zur Gemeinde Neukirch.
Die Nachbargemeinden von Neuravensburg sind, von Westen begonnen gegen den Uhrzeigersinn: Neukirch (Bodenseekreis), Achberg (Landkreis Ravensburg), Weißensberg, Hergensweiler und Hergatz (alle Landkreis Lindau; Bayern) sowie die Wangener Ortschaften Niederwangen und Schomburg.
Ein Wahrzeichen Neuravensburgs ist neben der historischen Burgruine der Neuravensburger Weiher.

## Geschichte
Neuravensburg wurde 1271 als Nuwen Ravenspurg erstmals erwähnt. Das Wahrzeichen von Neuravensburg war die Burg, die im 13. Jahrhundert zum ersten Mal urkundlich erwähnt wurde. Damals war sie im Besitz des Reichsministerialen Heinrich von Ravensburg, der auch das Dorf unterhalb der Burg gründete. Nach seinem Tode um 1270 ging Neuravensburg an das Kloster St. Gallen, bis das Dorf 1450 an die Stadt Lindau verkauft wurde, bei der es bis 1586 verblieb, bevor es wieder ans Kloster St. Gallen fiel. Im Bauernkrieg 1525 wurde die Burg komplett zerstört und erst 1614 unter St. Galler Herrschaft als Schloss wieder aufgebaut. Nachdem die Burg 1836 an einen Wangener Bürger verkauft worden war, begann im darauffolgenden Jahr der Abbruch. Nur der Turm ist heute noch erhalten.
In Folge des Reichsdeputationshauptschlusses von 1803 kam Neuravensburg vom Kloster St. Gallen an den Fürsten von Dietrichstein. 1806 wurde das Gebiet in der Rheinbundakte dem Königreich Württemberg zugeschlagen, in dem  es zunächst zum Oberamt Altdorf kam. Im Jahr 1810 wurde Neuravensburg selbständige Schultheißerei (später Gemeinde) innerhalb des Oberamts Wangen. Ab 1938 gehörte Neuravensburg zum vergrößerten Landkreis Wangen.
Am 1. Mai 1972 wurde Neuravensburg in die Stadt Wangen im Allgäu eingegliedert mit der es am 1. Januar 1973 zum Landkreis Ravensburg kam.

## Religionen
Die Mehrheit der Einwohner in Neuravensburg ist, wie fast überall in Oberschwaben römisch-katholisch.
Die Ortschaft ist aufgeteilt zwischen den katholischen Pfarreien St. Gallus in Roggenzell im Süden und St. Felix und Regula in Schwarzenbach im Norden. Beide Pfarreien gehören zum Dekanat Allgäu-Oberschwaben innerhalb der Diözese Rottenburg-Stuttgart.
Zur Pfarrei Roggenzell gehören neben dem Pfarrdorf Roggenzell und dem Dorf Neuravensburg folgende Weiler, jeweils mit den dazugehörigen Wohnplätzen: Bettensweiler, Dabetsweiler, Hub, Kocherbauer, Moos, Ried und Strohdorf. Außerdem ist der Wohnplatz Buflings (Gemeinde Achberg) der Pfarrei zugeordnet.
Zur Pfarrei Schwarzenbach gehören neben dem Pfarrdorf Schwarzenbach folgende Weiler, jeweils mit den dazugehörigen Wohnplätzen: Dabetsweiler,
Degetsweiler, Engetsweiler, Föhlschmitten, Grub, Kiesgrub, Mindbuch, Reute und Untermooweiler. Des Weiteren gehört der Weiler Schuppenberg (Ortschaft Niederwangen) zur Pfarrei Schwarzenbach.
Die evangelischen Einwohner gehören zur Kirchengemeinde Wangen, welche zum Kirchenbezirk Ravensburg innerhalb der Evangelischen Landeskirche in Württemberg gehört.

## Politik
Die Ortschaft Neuravensburg hat als Wahlbezirk Neuravensburg bei jeder Gemeinderatswahl in Wangen drei Sitze.
Bei der Kommunalwahl am 26. Mai 2019 erlangten aus Neuravensburg Matthias Bernhard (CDU), Hermann Schad (Freie Wähler) und Birgitta Haug (GOL) Mandate für die Gemeinderatssitze.
Des Weiteren wird für Neuravensburg ein elfköpfiger Ortschaftsrat gewählt, welcher direkt über die Belange der Ortschaft entscheidet.
Seit dem 26. Mai 2019 sieht die Sitzverteilung im Ortschaftsrat folgendermaßen aus (in Klammern Veränderungen zur Wahl 2014):
- Freie Wähler: 5 Sitze
- CDU: 4 Sitze (-1)
- GOL: 2 Sitze (+1)

Bürgermeister von Neuravensburg:
- 1911–1933 Plazidus Bernhard
- 1933–1945 August Heiler
- 1945–1946 Alois Nassal, kommissarisch
- 1946–1954 Otto Blank
- 1954–1960 Albert Dürrenberger
- 1960–1972 Vitus Zauner (CDU)

 Ortsvorsteher von Neuravensburg:
- 1972–1974 Vitus Zauner (CDU)
- 1974–1980 Michael Leib (CDU)
- 1980–1994 Rupert Sutter (CDU)
- 1994–2014 Horst Büssenschütt (Freie Wähler)
- seit 2014 Hermann Schad (Freie Wähler)

## Söhne und Töchter des Ortes
- Hans Leibundgut (1909–1993), Pionier der Urwaldforschung
- Franz Plazidus Seifriz (1859–unbekannt), württembergischer Oberamtmann
- Franz Xaver Mehr (1896–1981), Flugzeugkonstrukteur, geboren in Bettensweiler

In Roggenzell aufgewachsen:
- Ernst Hutter (* 1958), Posaunist und Dirigent

## Belege
1. ↑   wangen.de - Neuravensburg
2. ↑  Neubau kommt: Eine Gemeinde nimmt Abschied von „ihrer“ Kirche. Schwäbische Zeitung, 11. Februar 2025, abgerufen am 20. Juli 2025.
3. ↑  Abriss der Kirche von Schwarzenbach hat begonnen. SWR, 3. April 2025, abgerufen am 20. Juli 2025.
4. ↑   leo-bw.de - Neuravensburg
5. ↑  Statistisches Bundesamt (Hrsg.): Historisches Gemeindeverzeichnis für die Bundesrepublik Deutschland. Namens-, Grenz- und Schlüsselnummernänderungen bei Gemeinden, Kreisen und Regierungsbezirken vom 27.5.1970 bis 31.12.1982. W. Kohlhammer, Stuttgart / Mainz 1983, ISBN 3-17-003263-1, S. 536 (Statistische Bibliothek des Bundes und der Länder [PDF; 41,1 MB]).